# 瑞典芬兰族

瑞典芬兰族的旗帜

瑞典芬兰族（芬蘭語：ruotsinsuomalaiset）是指以芬兰语为母语的瑞典居民，他们在族群意义上是芬兰人（芬兰族）。广义上这个名词指所有在瑞典以芬兰语为母语或少数民族语言的居民。瑞典芬兰族不应该与芬兰瑞典族相混淆，后者是指居住在芬兰的以瑞典语为母语的少数族群。
2000年4月瑞典政府认定芬兰语为官方少数民族语言、瑞典芬兰族为官方少数民族。
在瑞典，卡尔·阿克塞尔·戈特伦德的生日2月24日被定为瑞典芬蘭族日。戈特伦德在19世纪初期做的研究把生活在瑞典中部并受压迫的森林芬兰人带到公众视野。
居住在托尔讷河谷说梅安语的托尔讷河谷人被视为有别于其他瑞典芬兰族的族群，因为他们的祖先是由于1809年《弗雷德里克港和约》而成为瑞典一部分的居住于瑞典北部的说芬兰语的人口。除此之外，在瑞典说芬兰语的少数族群主要是由20世纪中期以后的移民群体组成。据估计，在瑞典人口中约有22万人以芬兰语为母语。
不是所有从芬兰至瑞典的移民的母语都为芬兰语，有的移民的母语为瑞典语。作为瑞典官方少数民族的瑞典芬兰族通常不包括芬兰瑞典族的移民。以芬兰语为母语的人才能享受瑞典法律保护的官方少数民族瑞典芬兰族的特殊权利。在汉语和其他语言中可能缺少对应的单词来描述这些区别。“瑞典芬兰族”强调语言及民族背景。“瑞典芬兰人”可能是指移居至瑞典的芬兰公民（包括芬兰族和芬兰瑞典族）及后代。汉语里有时用“芬兰裔瑞典人”，这强调该移民或后代已为瑞典公民，但其母语指代不清。